# Erdbeben in Izmir 1653
Das Erdbeben in Izmir 1653 (türkisch 1653 İzmir depremi) fand am 23. Februar des Jahres 1653 im Osmanischen Reich statt. Es hatte sein Epizentrum nahe Izmir, Manisa und Aydin.
Es hatte eine geschätzte Magnitude von 7,5 und eine gefühlte maximale Intensität von X (Intensiv) auf der Mercalli-Intensitätsskala.
Laurent d’Arvieux, der das Beben miterlebte, berichtete, dass die Erdstöße 15 Minuten gedauert hätten und es einen Monat lang zu Nachbeben gekommen sei.